# Bligny-le-Sec
Bligny-le-Sec é uma comuna francesa na região administrativa da Borgonha-Franco-Condado, no departamento de Côte-d'Or. Estende-se por uma área de 15,71 km². Em 2010 a comuna tinha 147 habitantes (densidade: 9,4 hab./km²).